# Амар, Мехди
Мехди Амар (фр. Mehdi Amar; род. 20 июня 1982 Марсель, Франция) — французский боксёр-профессионал, выступающий во второй средней и полутяжёлой весовых категориях.Чемпион Франции во втором среднем весе (2007), чемпион Европейского союза в полутяжёлом весе по версии EBU (2015), чемпион Европы по версии EBU (2016), претендент на титул временного чемпиона мира в полутяжёлом весе по версии WBC (2018).

## Карьера
Мехди Амар дебютировал на профессиональном ринге 7 ноября 2003 года, победив техническим нокаутом в 4-м раунде словацкого боксёра Ладислава Идраного. 1 июня 2007 года завоевал титул чемпиона Франции во втором среднем весе, затем 28 февраля 2009 года проиграл поединок за титул чемпиона Франции во второй средней весовой категории. 
31 мая 2014 года провёл поединок против македонского боксёра Конни Конрада за титул интернационального чемпиона по версии WBA, который завершылся ничьей. 3 июля 2015 года выиграл вакантный титул чемпиона Европейского союза в полутяжёлом весе по версии EBU. 17 октября того же года защитил титул против итальянского боксёра украинского происхождения Сергея Демченко, а 27 мая 2016 года в бою против Демченко выиграл вакантный титул чемпиона Европы в полутяжёлом весе по версии EBU. 12 ноября 2016 года проиграл титул немецкому боксёру Роберту Штиглицу. 
18 марта 2017 года провёл поединок против непобеждённого украинского боксёра Александр Гвоздика за титул временного чемпиона мира по версии WBC. Победу единогласным судейским решением одержал Гвоздик.

## Статистика профессиональных поединков
| Бой | Рекорд        | Соперник                   | Дата боя        | Место проведения         | Результат | Примечания                                                                 |
| --- | ------------- | -------------------------- | --------------- | ------------------------ | --------- | -------------------------------------------------------------------------- |
| 43  | 35(16)-6(1)-2 | Хенаро Кирога (14-13)      | 20 октября 2018 | Марсель, Франция         | UD6 (6)   |                                                                            |
| 42  | 34(16)-6(1)-2 | Александр Гвоздик (14-0)   | 17 марта 2018   | Нью-Йорк, США            | UD12 (12) | Бой за титул временного чемпиона мира в полутяжёлом весе по версии WBC.    |
| 41  | 34(16)-5(1)-2 | Отар Гогоберишвили (2-4-2) | 18 ноября 2017  | Экс-ан-Прованс, Франция  | UD8 (8)   |                                                                            |
| 40  | 33(16)-5(1)-2 | Роберт Штиглиц (49-5-1)    | 12 ноября 2016  | Магдебург, Германия      | UD12 (12) | Бой за титул чемпиона Европы в полутяжёлом весе по версии EBU.             |
| 39  | 33(16)-4(1)-2 | Сергей Демченко (16-9-1)   | 27 мая 2016     | Париж, Франция           | UD12(12)  | Бой за вакантный титул чемпиона Европы в полутяжёлом весе по версии EBU.   |
| 38  | 32(16)-4(1)-2 | Сергей Демченко (15-7-1)   | 17 октября 2015 | Овиллер-ле-Форж, Франция | UD12(12)  | Бой за титул чемпиона Европейского союза в полутяжёлом весе по версии EBU. |
| 39  | 31(16)-4(1)-2 | Адсат Родригес (10-3-2)    | 3 июля 2015     | Ош, Франция              | UD12(12)  | Бой за титул чемпиона Европейского союза в полутяжёлом весе по версии EBU. |